# Юйцзюлюй Тухэчжэнь
Юйцзюлюй Тухэчжэнь (кит. упр. 郁久閭吐賀真, пиньинь Yùjiǔlǘ Tǔhèzhēn) (тронное имя. Чилянь  Хан (敕連可汗)) — пятый каган жужаней с 444 года по 464 год н. э.

## Правление
Первые пять лет правил в относительном спокойствии.
В 450 году н. э. Тоба Тао повёл войска в земли жужаней. Войска двигались тремя армиями с императором в центре и планомерно разоряли земли жужаней. Тухэчжэнь, не чувствуя уверенности в своих силах, стал отступать в степь. У озера Дифо каган был вынужден бросить обоз и бежать в горы. Вэйцы захватили обоз кагана и повернули обратно. Жужани были обессилены и набеги прекратились.
В 458 Тоба Цзюнь со 100 000 конных воинов вступил в жужаньские степи. Тухэчжэнь бежал на север. Князь Мофо-учжуцзяньтуй с нескольким тысячами жужаней сдался вэйцам. Император приказал высечь на камне сообщение о походе и вернулся в Китай. Тоба Цзюань решил отдохнуть от северных походов, а жужани были ослаблены и угрозы не представляли.
В 464 Юйцзюлюй Тухэчжэнь скончался. Его сын Юйцзюлюй Юйчэн стал каганом.